# إيان غاريت
إيان غاريت (بالإنجليزية: Ian Garrett)‏ هو لاعب كرة قدم أمريكي، ولد في 3 أبريل 1996.